# Slavín

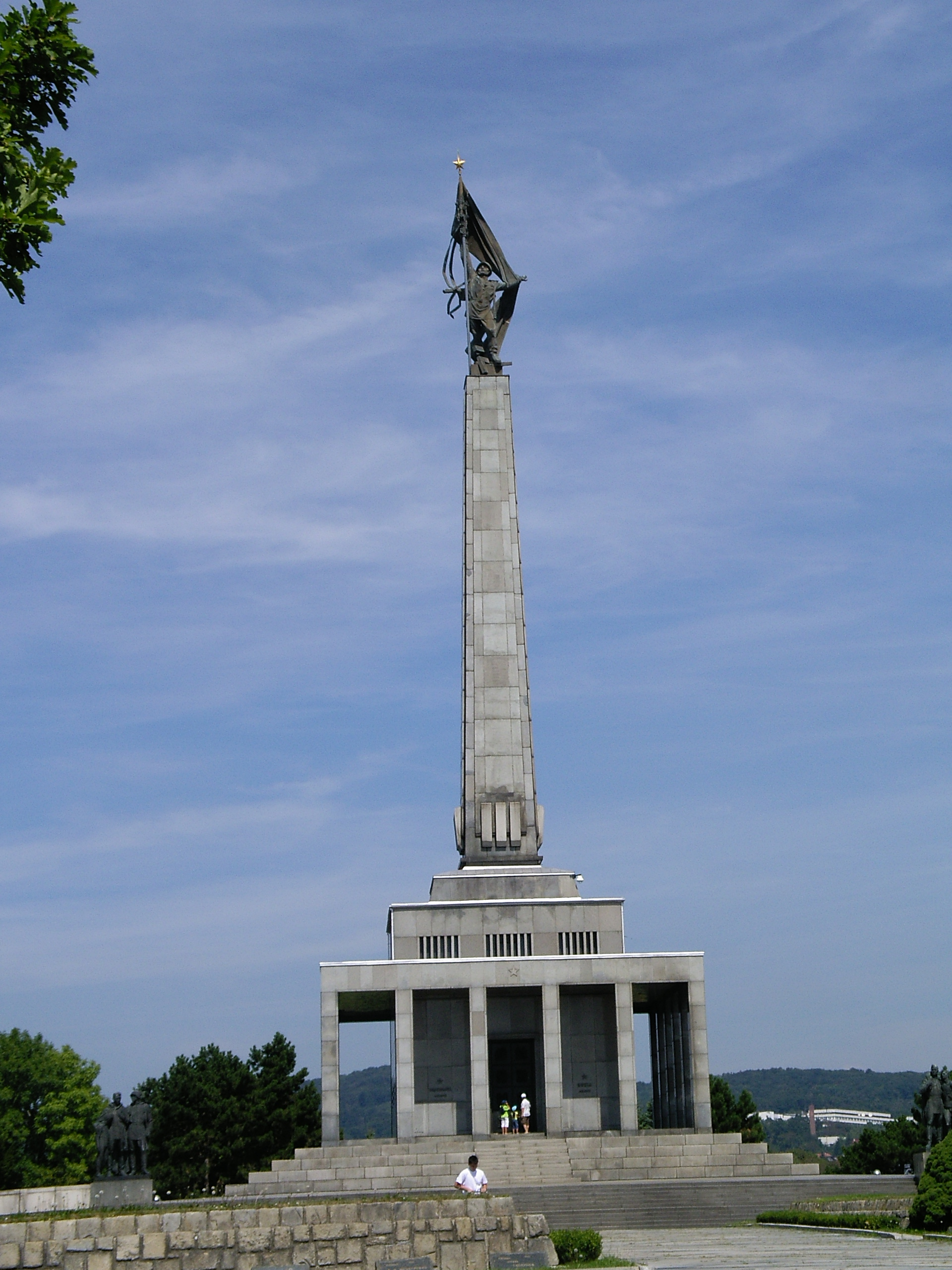
Slavín, il monumento

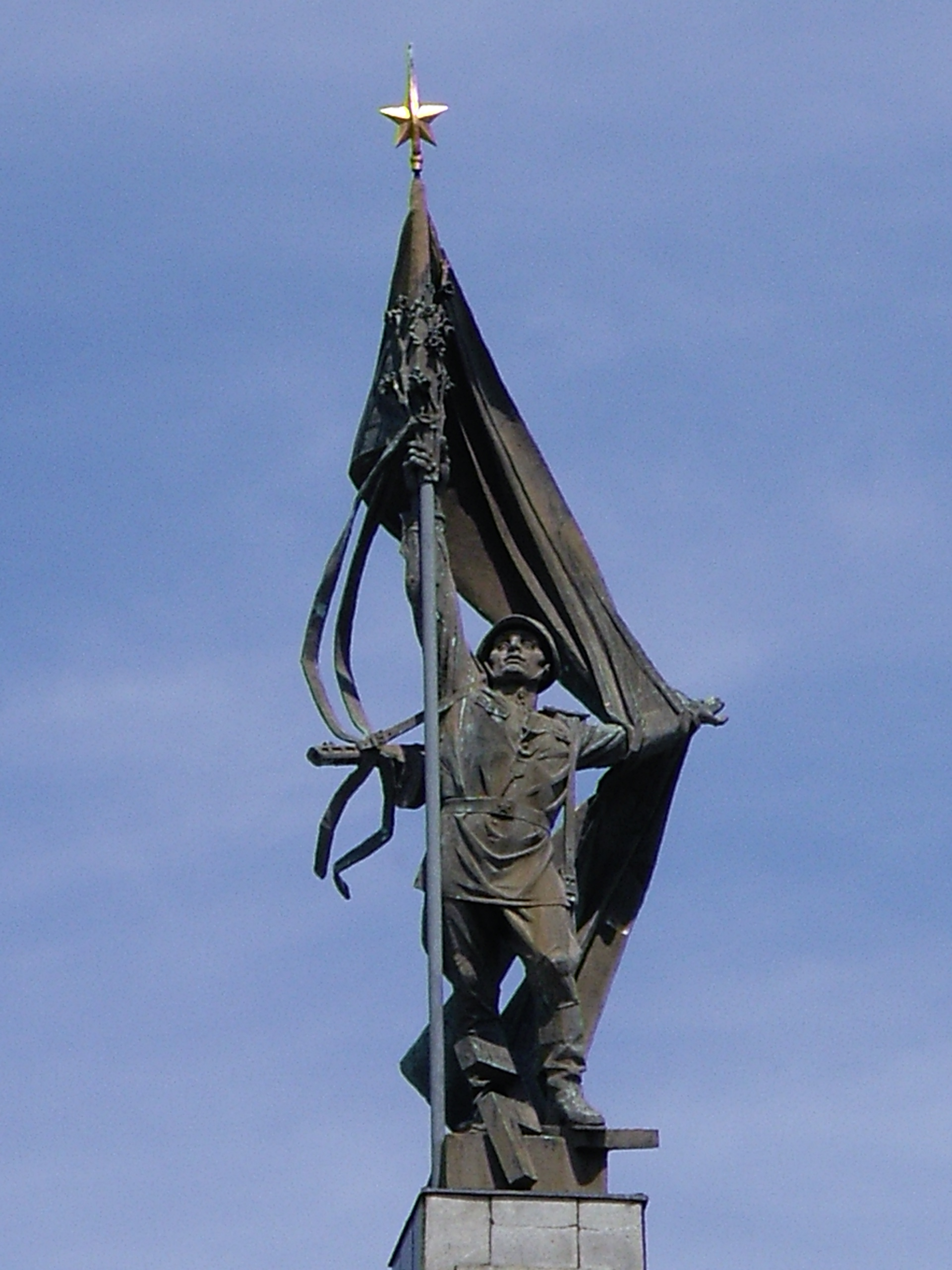
Particolare della statua

Lo Slavín a Bratislava è un monumento commemorativo nonché cimitero per i soldati dell'Armata Rossa che caddero nell'aprile del 1945, durante la Seconda guerra mondiale, per liberare la città di Bratislava dalle truppe della Germania nazista.
È situato su una collina vicino al centro di Bratislava. Fu costruito tra il 1957 e il 1960 nel luogo in cui era presente un cimitero da campo, e fu aperto il 3 aprile 1960, in occasione del 15º anniversario della liberazione della città.
Nel 1961 fu dichiarato un Monumento Culturale Nazionale. Il suo progettista è Ján Svetlík.
Il sito si compone di:
- Una solenne scalinata
- Un cimitero con sepolture (6 collettive e 278 individuali) di 6.845 soldati sovietici che caddero durante la liberazione di Bratislava
- Il solenne atrio centrale con diverse statue, iscrizioni, e un simbolico sarcofago di marmo bianco

Comprende anche un obelisco alto 39,5 m sormontato dalla statua di un soldato sovietico, inoltre sui muri esterni del monumento sono presenti iscrizioni con le date della liberazione di varie località slovacche durante il biennio 1944-45.

## Galleria d'immagini

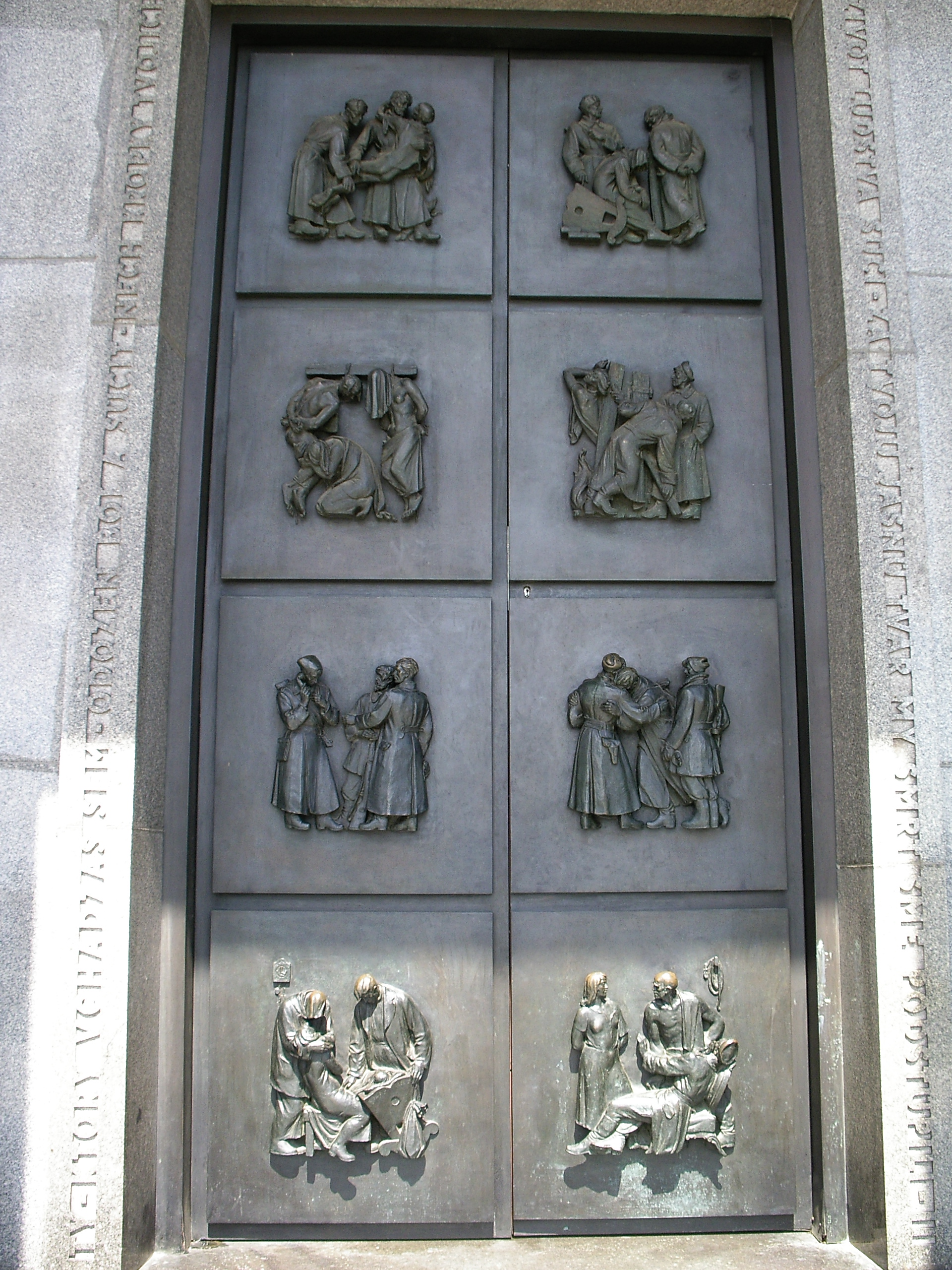
Il massiccio portale in bronzo del monumento
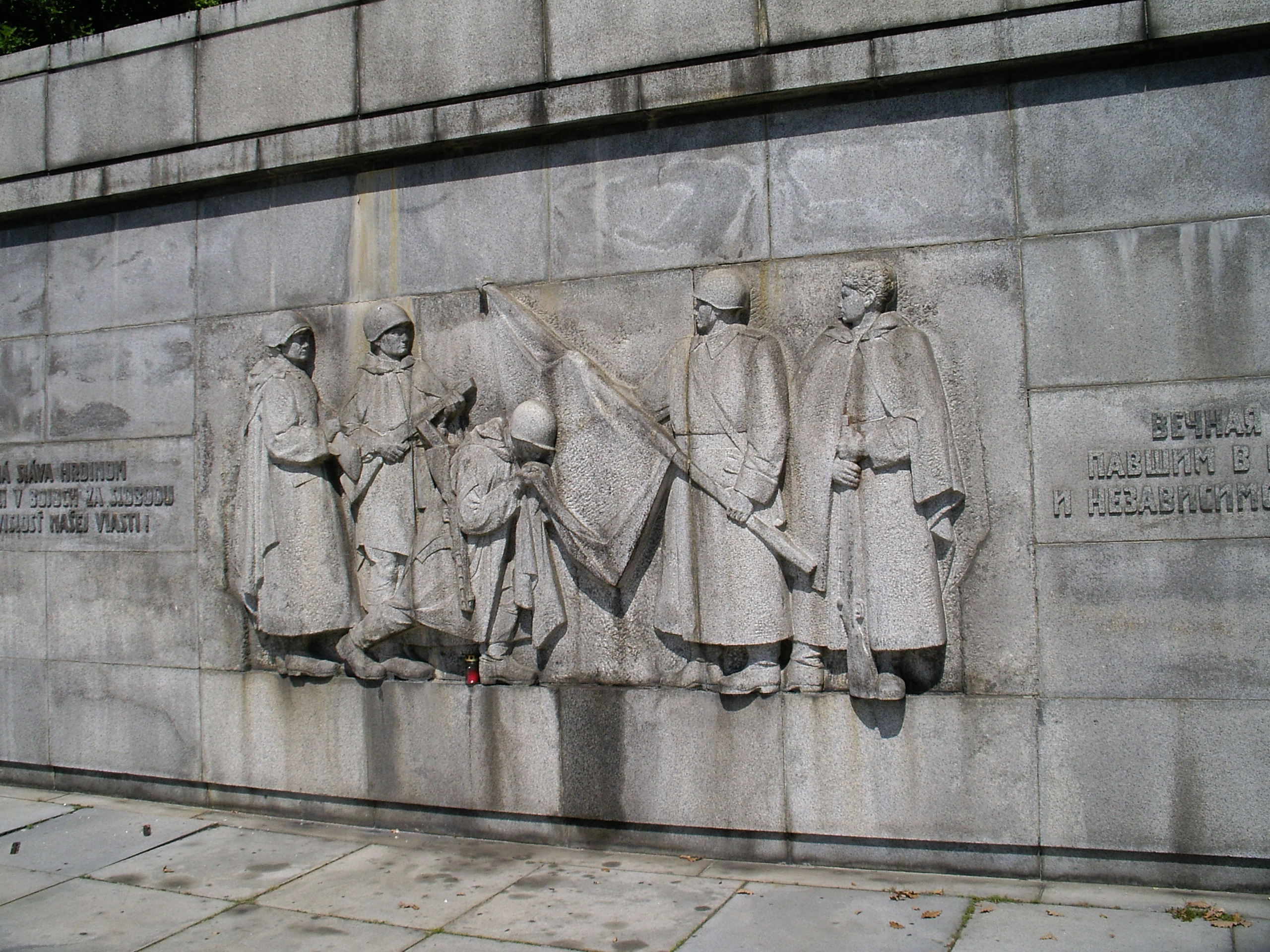
Rilievo, opera di Jozef Kostka
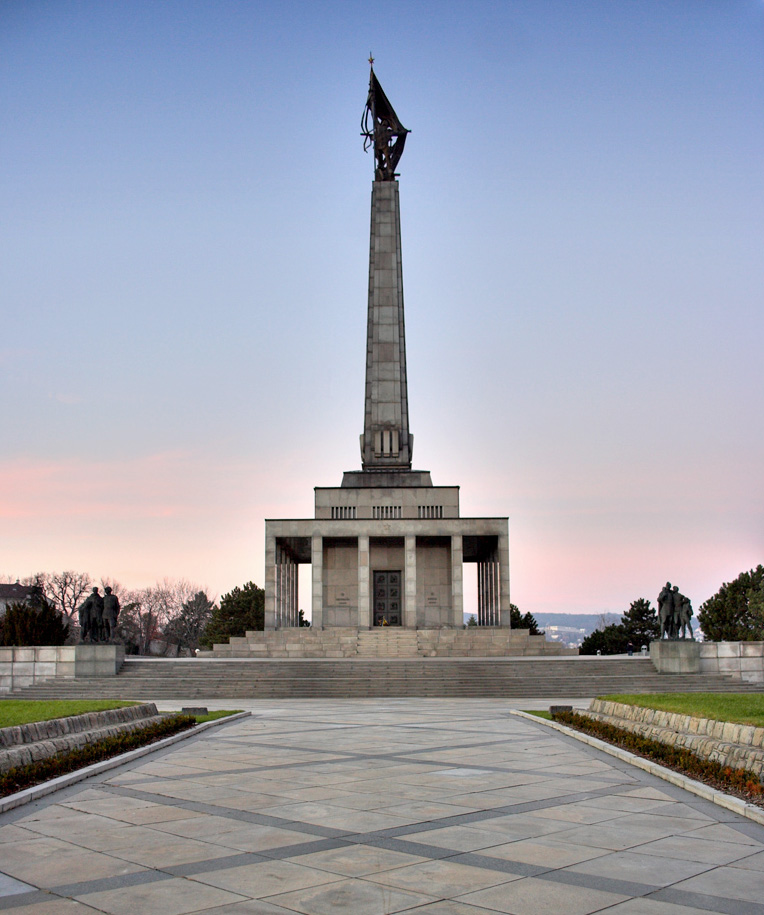
Slavín al tramonto